# Héctor Chumpitaz
Héctor Eduardo Chumpitaz Gonzales, född 12 april 1943, är en peruansk före detta fotbollsspelare. Han var en av Perus största stjärnor tillsammans med Teófilo Cubillas och Hugo Sotil under 1970-talet. Han blev även utsedd till 1900-talets 35:e bästa sydamerikanska fotbollsspelare av IFFHS.

## Karriär

### Klubblag
Héctor Chumpitaz kom till Deportivo Municipal 1964 där han stannade en säsong innan han flyttade till Universitario de Deportes. Där var han med om att vinna den peruanska ligan vid fem tillfällen (1966, 1967, 1969, 1971 och 1974). Han var även klubbens lagkapten när Universitario gick till final i Copa Libertadores, där man dock förlorade med 1-2 mot argentinska Independiente 1972.
1973 spelades en "Allstar-match" mellan Amerika och Europa. Spelare som Johan Cruijff, Franz Beckenbauer och Teófilo Cubillas deltog i matchen. Chumpitaz var lagkapten för det amerikanska laget som vann matchen efter straffar.
Chumpitaz värvades av mexikanska Club Atlas under 1975 där han stannade i två säsonger innan han återvände till hemlandet för spel med Sporting Cristal 1977 där han vann den peruanska ligan ytterligare tre gånger (1979, 1980 och 1983).

### Landslag
Héctor Chumpitaz spelade 105 landskamper för Perus landslag. Han var med i VM 1970, där Peru åkte ut i kvartsfinalen efter en förlust med 2-4 mot Brasilien. 1975 var Chumpitaz med och vann Copa América, efter finalseger mot Colombia.
Han var även med i VM 1978, där Peru blev utslagna i det andra gruppspelet.

## Meriter
Universitario de Deportes
- Peruvian Primera División: 1966, 1967, 1969, 1971, 1974

Sporting Cristal
- Peruvian Primera División: 1979, 1980, 1983

Peru
- Copa América: 1975